# بخش کندلاریا
بخش کندلاریا (به اسپانیایی: Departamento Candelaria) یک منطقهٔ مسکونی در آرژانتین است که در استان میسیونس واقع شده‌است.